# Odalengo Piccolo
Odalengo Piccolo é uma comuna italiana da região do Piemonte, província de Alexandria, com cerca de 273 habitantes. Estende-se por uma área de 7 km², tendo uma densidade populacional de 39 hab/km². Faz fronteira com Alfiano Natta, Castelletto Merli, Cerrina Monferrato, Odalengo Grande, Villadeati.

## Demografia
| Variação demográfica do município entre 1861 e 2011                               |
|                                                                                   |
| Fonte: Istituto Nazionale di Statistica (ISTAT) - Elaboração gráfica da Wikipedia |